# 坎贝 (巴拉那州)
坎贝是巴西巴拉那州的一个市镇。总面积494.692平方公里，总人口96555人，人口密度195.2人/平方公里。